# 鉄神ガンライザー シリーズ
鉄神ガンライザーシリーズ（てつじんガンライザーシリーズ）は、2011年から2021年まで年1回のペースで制作されていた特撮作品の総称である。
2011年、東日本大震災後に「岩手の子どもたちに元気と笑顔を！」を合言葉にテレビ岩手によりドラマ制作・放送が開始された。
日本テレビ系列のテレビ岩手「ガンライザーTV」、2019年3月までは「らどんぱ!」（共に毎週日曜7：00-7：30）内で放送されている。
ローカルヒーローとして岩手県内外でのステージショー、握手撮影会等の活動も行っている。
2020年に10年目を迎える。

## テレビシリーズ作品一覧
- 鉄神ガンライザー（シーズン1）（2011年）
- 鉄神ガンライザー シーズン2 （2012年）
- 鉄神ガンライザー シーズン3 （2013年）
- 鉄神ガンライザー NEO（2014年）
- 鉄神ガンライザー NEO2（2015年）
- 鉄神ガンライザーヒーローズ（2016年）
- 鉄神ガンライザー零（ゼロ）（2017年）
- 鉄神ガンライザー東北ヒーローズ（2018年）
- 鉄神ガンライザー NEOサーガ（2019年）
- 鉄神ガンライザー レジェンドHEROES（2020年）
- 鉄神ガンライザー クロニクル（2021年）

## 作品内容
鉄神ガンライザー（シーズン1）
2011年10月2日から2012年4月22日まで毎週日曜7：30-7：58に放送。全26話。
不来方ジョー（こずかたジョー）が豪鉄お守り（ごうてつおまもり）で鉄神ガンライザーに変身し、姫神結（ひめかみゆい）や早池峰ケンジ（はやちねケンジ）たちと力を合わせ、伝説の悪鬼・羅刹（らせつ）に立ち向かう。

鉄神ガンライザー シーズン2
2012年9月9日から2013年1月20日まで毎週日曜7：30-7：58に放送。全18話。
グズメ鬼マヨイガーに憑りつかれた青年・焼石岳（やけいしがく）が登場。
不来方ジョーが鉄神ガンライザーに変身し、水の精リアスマリンと力を合わせ、復活した羅刹と戦いを繰り広げる。

鉄神ガンライザー シーズン3
2013年7月7日から2013年11月17日まで毎週日曜7：00-7：28に放送。全18話。
変身能力を失った不来方ジョーの代わりに山奥で育った青年・三ツ石ジン（みついしジン）が鉄神ガンライザーに変身。
新たに現れた闇の世界の王・羅刹王ヒデージャと戦う。

鉄神ガンライザーNEO
2014年7月13日から2014年10月19日まで毎週日曜7：00-7：28に放送。全13話。
姫神結に豪鉄お守りを託された日高見アラタ（ひたかみアラタ）が鉄神ガンライザーNEOに変身。
若返った姿で復活した羅刹王ヒデージャと戦う。

'鉄神ガンライザーNEO2
2015年8月9日から2015年11月15日まで毎週日曜7：00-7：28に放送。全13話。
日高見アラタの前に未来からタイムワープしてきた青年・時雨（しぐれ）が現れ、ガンライザーZEROに変身。
アラタが変身する鉄神ガンライザーNEOと戦い始める。

鉄神ガンライザー ヒーローズ
2016年7月10日から2016年10月23日まで毎週日曜7：00-7：28に放送。全13話。
三ツ石ジンが行方不明になり、弟の三ツ石ゴウ（みついしゴウ）が鉄神ガンライザーMAXに変身。
パッカー大佐と力を合わせ、羅刹王の座を狙う若い鬼・ナッタ鬼（ナッタキ）と戦う。
岩手県内各地のローカルヒーローに加え、秋田県のヒーロー・超神ネイガー（ちょうじんネイガー）がゲスト出演した。

鉄神ガンライザー零（ゼロ）
2017年10月15日から2018年1月14日まで毎週日曜7：00-7：28に放送。全12話。
物語は、大学生の石神桜花（いしがみおうか）が古文書に触れ、ガンライザー零を召喚してしまう場面から始まる。
正義のヒーローが自分のしもべとなったことを喜ぶ桜花だったが想像に反して零は日常生活で失敗続き。
しかし、現れた敵に圧倒的な戦闘力を見せつける――

鉄神ガンライザー東北ヒーローズ
2018年9月9日から2018年12月16日まで毎週日曜7：00-7：28に放送。全12話。
大学生の泉龍洞（いずみりゅうどう）が幼馴染の石神桜花から預かった人工型豪鉄お守りで鉄神ガンライザー零に変身。岩手の平和と神様の力を取り戻すため、東北各県のヒーローと力を合わせ、ナッタ鬼や羅刹と戦う。

鉄神ガンライザーNEOサーガ
2019年10月20日から2020年1月19日まで毎週日曜7：00-7：28に放送。全11話。
結婚し、家庭を持った日高見アラタの前に石神桜花から現れ、復活したゴシャーグを倒すために戦って欲しいと懇願。アラタは固辞するも岩手の平和を守るため、再び立ち上がる。

鉄神ガンライザー レジェンドHEROES
2020年11月22日から2021年2月14日まで毎週日曜7：00-7：28に放送。全10話
羅刹神が降伏宣言し、人間ともののけが共存する生活が始まった。しかし、ナッタ鬼が反旗を翻し、沖縄から来た青年、明神兜が人工型お守りでガンライザー零に変身。もののけとの戦いの火蓋が切られる。沖縄の琉神マブヤーと初共演を果たす。
テレビ岩手のガンライザーTVで放送された日の昼12:00からTverとHuluで本編が配信された。
鉄神ガンライザー クロニクル
2021年10月17日から2021年12月19日まで毎週日曜7：00-7：28に放送。全10話。ドラマシリーズのファイナルシーズンとなる。
鬼の世界の最高権力者・羅刹神と歴代ガンライザーが激突！その結果、ガンライザーが全滅した。北海道を放浪していた明神兜を除いて。失意の兜に宮沢露伴教授が知恵をつける。次元移動装置で過去へタイムリープして歴代ガンライザーのチカラを手に入れ、羅刹神を倒せば良いのだと。さっそく2011年の世界へタイムリープした兜の前に迷子の鬼・ヤン太（cv:桑島法子）が現れ、いっしょに旅をすることに。兜は歴代ガンライザーのチカラを手に入れて羅刹神を倒し、仲間を甦らせることが出来るのか……！

## キャスト・スタッフ
鉄神ガンライザー（シーズン1）
キャスト：中田勇樹、加村真美、千葉亘
スタッフ：監督-ますげん、脚本-廣嶼文樹、撮影-杉本元治、録音-近江秀之、アクション監督-海老名保、編集-ますげん、音楽-HIDEZO、プロデュース-廣嶼文樹
鉄神ガンライザー シーズン2
キャスト：中田勇樹、加村真美、千葉亘、高橋洋、佐々木李紗
スタッフ：監督-ますげん、脚本-廣嶼文樹、撮影-杉本元治、録音-近江秀之、アクション監督-海老名保、編集-中村政之、音楽-HIDEZO、プロデュース-廣嶼文樹
鉄神ガンライザー シーズン3
キャスト：伊藤翔悟、加村真美、高橋洋、佐々木李紗、今川来望、千葉亘
スタッフ：監督-ますげん、脚本-川杉次郎・廣嶼文樹、撮影-高瀬玄太郎、録音-鈴木茂人、アクション監督-佐藤智隆、編集-中村政之、音楽-HIDEZO、プロデュース-廣嶼文樹
鉄神ガンライザーNEO
キャスト：鈴木裕樹、加村真美、片桐仁、唐橋充、松尾英太郎、上野なつひ
スタッフ：監督-及川拓郎、脚本-及川拓郎、撮影-瀬川龍、録音-日下部雅也、照明-原由巳、アクション監督-根本太樹、編集-箕輪広二、音楽-NARASAKI・WATCHMAN、プロデュース-廣嶼文樹
鉄神ガンライザーNEO2
キャスト：鈴木裕樹、加村真美、片桐仁、戸塚純貴、小松彩夏、松尾英太郎、唐橋充
スタッフ：監督-及川拓郎、脚本-及川拓郎、撮影-高瀬玄太郎、録音-西岡正巳、照明-岡本みゆき、アクション監督-根本太樹、編集-斎藤龍、プロデュース-廣嶼文樹
鉄神ガンライザー ヒーローズ
キャスト：菅野優心、加村真美、伊藤翔悟、鈴木裕樹、小松彩夏、小山夏実
スタッフ：監督-廣嶼文樹、脚本-川杉次郎・廣嶼文樹、撮影-高瀬玄太郎・佐藤司、録音-鈴木茂人、アクション監督-佐藤智隆・小原滋規、編集-中村政之、音楽-HIDEZO、プロデュース-廣嶼文樹
鉄神ガンライザー零
キャスト：志田友美、松尾英太郎、山中雄輔、小山夏実、橋場慧史、木村妃炉里、加村真美、浅沼晋太郎
スタッフ：監督-及川拓郎、脚本-及川拓郎、撮影-田中一成、録音-飴田秀彦、アクション監督-根本太樹、編集-石井康裕、プロデュース-廣嶼文樹
鉄神ガンライザー東北ヒーローズ
キャスト：橋場慧史、志田友美、菅野優心、小山夏実、木村妃炉里、小嶋咲菜、藤原公太、ガッツ石松
スタッフ：監督-廣嶼文樹、脚本-川杉次郎、撮影-佐藤司、録音-鈴木茂人、アクション監督-小原滋規・佐々木俊介、編集-中村政之、プロデュース-廣嶼文樹
鉄神ガンライザーNEOサーガ
キャスト：鈴木裕樹、小松彩夏、志田友美、松尾英太郎、加村真美、須賀貴匡、片桐仁
スタッフ：監督-及川拓郎、脚本-及川拓郎、撮影-菊池亘、録音-西岡正巳、アクション監督-根本太樹、編集-村山勇二、プロデュース-廣嶼文樹
鉄神ガンライザーレジェンドHEROES
キャスト：颯駿介、紅音、志田友美、勝連康介、加村真美、松尾英太郎、鈴木裕樹
スタッフ：監督-廣嶼文樹、脚本-廣嶼文樹、撮影-菊池亘・佐藤司、録音-渡辺誠・鈴木翔也、アクション監督-小原滋規・佐々木俊介、編集-中村政之、プロデュース-廣嶼文樹
鉄神ガンライザークロニクル
キャスト：颯駿介、紅音、志田友美、加村真美、松尾英太郎、鈴木裕樹、小山夏美、SHINO、中田勇樹、伊藤翔悟、菅野優心

## 音楽

### オープニング主題歌
「たたかえ！ガンライザー」（鉄神ガンライザーシーズン1-3、ヒーローズ）
歌-影山ヒロノブ、作詞・作曲-だーちー、編曲-中尾嘉輝
「アイアンファイト」（鉄神ガンライザーNEO、NEO2、NEOサーガ）
歌-近藤房之助、作詞-小室みつ子、作曲-だーちー、編曲-中尾嘉輝
「鉄の約束」（鉄神ガンライザー零、東北ヒーローズ、レジェンドHEROES）
歌-森口博子、作詞・作曲-だーちー、編曲-Tet Kotani
復興の想いを込め、魂を込めて歌い上げている。
「零の彼方へ」（鉄神ガンライザー東北ヒーローズ総集編）
歌-小嶋咲菜、作詞・作曲-小嶋咲菜、編曲-tOmozo、ギター-古戸大輔
“もう一つの主題歌”と銘打って発表され、鉄神ガンライザー東北ヒーローズの総集編で主題歌として使用された楽曲。
鉄神ガンライザー零、東北ヒーローズに出演する水沢カナエ役の小嶋咲菜が作詞・作曲・歌唱を行っている。
歌詞には鉄神ガンライザー東北ヒーローズに登場するキャラクターがちりばめられている。

### イメージソング
「魔法のチカラ」
歌-Gendy100km　　作詞-Gendy　　作曲-Gendy / Greenfield　　編曲-Gendy / Greenfield
CD「たたかえ！ガンライザー」に収録。

### 挿入歌
「蒼きリアスの輝き」
作詞・作曲・編曲-HIDEZO
水の精リアスマリンのテーマ曲。
「もののけきつねうどん」
作詞・作曲・編曲-HIDEZO　　声-イヅーナ
キツネのもののけ・イヅーナのテーマ曲。

### 鉄神ガンライザー体操
「おどれ！ガンライザー」
歌-チャーマンズ、作詞-ぴろ、作曲-HIDEZO、編曲-佐藤将展、振付-スタジオボール
テレビ番組「らどんぱ」内や鉄神ガンライザーショー内で子供たちと一緒に踊られている。
2019年4月から「ガンライザーTV」のエンディングソングとなった。岩手県内の様々なロケ地で鉄神ガンライザーのキャラクターや県民が一緒になって踊る姿が放映されている。番組の構成によってショートバージョンとなることもある。
岩手の名所や名産、鉄神ガンライザーのキャラクターに触れた歌詞に合わせた振り付けがある。

### 鉄神ガンライザー組曲
鉄神ガンライザー主題歌「アイアンファイト」、「たたかえ！ガンライザー」の2曲をオーケストラで演奏できるように「久ちょ会」がアレンジした楽譜が公式サイトで公開されている。県内の吹奏楽バンド等で演奏されている。

### ガンライザーバンド
2018年夏にヒーロー＆キャストで結成された6人組バンド。歴代主題歌を演奏する。鉄神ガンライザー零のオーディションメンバーが中心となっている。
プロデューサーの思いつきで公式にプロジェクトが開始された。
Vo：小嶋咲菜(水沢カナエ役)、Gt：ガンライザー零、Sax：イヅーナ、Ky：木村妃炉里(花泉舞役)、Ky2：橋場慧史(泉龍洞役)、Dr：藤原公太(九戸次郎役)

### テーマ曲
ガンジロー テーマ曲「がんばれ！ガンジロー」
歌-アンダーパス！  作詞-MASAHIRO・ぴろ  作曲:MASAHIRO

## 出演

### テレビ番組
「らどんぱ！」以外での主な出演について。
- ガンライザーHappy劇場2（2016年12月24日 、テレビ岩手）
- わくわくドカーン開運SP（2016年12月31日 、テレビ岩手、生中継） - ガンライザー
- ガンライザーHappy劇場3（2017年12月24日 、テレビ岩手）
- 北国ほっとハンターズ4（2017年12月30日 、テレビ岩手） - ガンライザー零
- テレビにアイを！テレビ岩手開局50周年感謝祭（2018年12月1日 、テレビ岩手） - ガンライザー、ガンジロー
- 大晦日開運スペシャル（2018年12月31日 、テレビ岩手） - ガンジロー
- CM
  - 宮古金型研究会（2017年 - ） - ガンライザー
  - 株式会社ミチノク（2017年 - ） - ガンライザーMAX

### ヒーローイベント
- IWATEハチマンタイダイナマイト2016（2016年9月11日 、さくら公園） - ガンライザーNEO、ガンライザーMAX
- 日本ローカルヒーロー祭2016（2016年10月2日 、千葉県 フェスティバルウォーク蘇我） - ガンライザー、ガンライザーNEO、ガンライザーMAX
- ご当地キャラこども夢フェスタinしらかわ 2017（2017年6月3日 - 4日、福島県 JR白河駅） - ガンライザーNEO
- 日本ローカルヒーロー祭2017（2017年10月1日 、千葉県 フェスティバルウォーク蘇我） - ガンライザー、ガンライザー零（初登場）
- IWATEハチマンタイダイナマイト THE FINAL（2018年9月16日 、さくら公園） - ガンライザー零
- 日本ローカルヒーロー祭2018（2018年9月30日 、千葉県 フェスティバルウォーク蘇我） - ガンライザー零、イヅーナ
- 奥州ブレイブヒーローズ（2018年11月25日 、ささらホール） - ガンライザー零、MAX、SAKURA

### その他イベント
- 5きげんな！内丸大縁日（2015年8月28日 、もりおか歴史文化館） - ガンライザー、ガンライザーNEO、ガンライザーMAX
- いわて国体・大会盛岡パブリックビューイング（2016年10月1日 、もりおか歴史文化館） - ガンライザー
- 鉄神ガンライザー出演者トークショー（2017年3月25日 、岩手産業文化センター アピオ）
- わんだふぉ～パーク2017（2017年3月26日 、岩手産業文化センター アピオ）
- 東北新幹線開業35周年イベント（2017年6月25日 、盛岡駅）
- わくわくファミリーフェスティバル（2017年8月20日 、ビッグルーフ滝沢）
- 5きげんな！内丸大縁日（2017年8月27日 、もりおか歴史文化館） - ガンライザー、ガンライザーNEO、ガンライザーMAX
- ガンライザー・フェスティバル2017（2017年10月14日 、もりおか歴史文化館）ガンライザー零を県内初お披露目
- 森口博子　Song for you Vol.XIII（2017年12月27日 、おでってホール） - ガンライザー零
- 志田友美トークショー（2018年1月3日 、江釣子ショッピングセンターパル）

### ミュージックビデオ
- GENERATIONS from EXILE TRIBE「DREAMERS」（2019年） - ガンライザー零[4]

## 関連するローカルヒーロー
- 超神ネイガー - 秋田県にかほ市のローカルヒーロー。
- シージェッター海斗 - 宮城県石巻市のローカルヒーロー。
- ダルライザー - 福島県白河市のローカルヒーロー。